# Георги Струмски
Георги Асенов Йорданов, известен с псевдонима си Георги Струмски, е български писател, автор на художествена публицистика, стихотворения за деца и възрастни, поеми, разкази и повести.
Пише книги за Ангел Каралийчев („Имаше един вълшебник“) и за Владимир Димитров-Майстора („Художникът и слънцето“, „Книга за Майстора“). Вписан е 2 пъти в Почетния списък „Ханс Кристиян Андерсен“ на Международния съвет за детската книга – през 1979 г. за книгата „Имаше един вълшебник“ и през 1986 г. за книгата „Портрети на момичета и момчета“.

## Биография
Роден е Слокощица, Кюстендилско на 25 ноември 1932 г. в с. Като дете в родното си село често вижда художника Владимир Димитров-Майстора да рисува. Завършва гимназия в Кюстендил (1950), а след това и „Българска филология“ в Софийския университет (1955).
От 1955 до 1960 г. е гимназиален учител в Пирдоп, Кюстендил и София. За пръв път печата стихове във вестник „Народна младеж“ през 1958 г. Първата му стихосбирка „Две поеми“ излиза през 1958 г.
В началото на 1960-те години постъпва на работа като редактор в Радио София, става главен редактор на в. „Пулс“ (1963 – 1965). Тогава публикува детските книги „Пионерската държава“ и „Слънце, дай ръка!“. Завежда отдел „Детско-юношеска литература“ в издателство „Български писател“ (1966 – 1970). В края на десетилетието издава стихосбирката „Огънят, на който съм се грял“.
През 1970-те години Струмски написва произведенията си за деца „Наско Защото“ (1970), „Големият и малкият“ (1972) и „Художникът и слънцето“ (1973). Георги Струмски е удостоен с наградата „П. Р. Славейков“ за детската си книга „Бяло, зелено, червено“, отпечатана през 1972 г. По същото време поетът напуска издателство „Български писател“ и става заместник главен редактор на сп. „Обзор“ (1971 – 1973). От 1976 г. е главен редактор на сп. „Славейче“. Тогава излиза от печат стихосбирката му „Докато живея, докато обичам“ (1975).
Член е на Съюза на българските писатели и негов секретар (1973 – 1976), член е на БКП.
През 1980-те години публикува още 2 стихосбирки – „Син на Костадина“ (1980) и „Рилска тетрадка“ (1984), а също и прочутата си книга „Портрети на момичета и момчета“. През 1993 г. издава поетическите сборници „Дете с ябълка“ и „След картините на Майстора“. Пет години по-късно излизат неговите „Гатанки, броилки, въртележки“. Книгата му „Гъливер и Лилипутия, или Кръстев пише мемоари“ е отпечатана през 2000 година.
Удостоен е със званието „Почетен гражданин на Кюстендил“ през 2003 г.
Умира на 8 юли 2013 г.

## Сценарии
- Вълшебникът (1968)